# Microcebus sambiranensis
Microcebus sambiranensis — вид мышиных лемуров. Небольшое животное, открытое лишь в 2006 году. Как и остальные лемуры, является эндемиком Мадагаскара. Окрас спины светло-коричневый и красновато-коричневый, брюхо серое. Имеет чёрные вибриссы.
Вид был обнаружен в северо-западной части Мадагаскара в заповеднике Анкарана в ходе специального исследования и описан вместе с двумя другими видами — Microcebus berthae и Microcebus tavaratra.